# إبراهيم محمد حميدان
إبراهيم محمد حميدان (ولد في 5 يوليو 1938 في المنامة، البحرين - توفي في 19 يونيو 2011 في البحرين) محام وسياسي وقاضي بحريني. رئيس المحكمة الدستورية الأسبق خلال الفترة 11 ديسمبر 2002 حتى وفاته في 19 يونيو 2011 وكان قبلها رئيساً لمجلس الشورى خلال الفترة 27 ديسمبر 1992 حتى 14 فبراير 2002 حيث يعتبر أول رئيس لمجلس الشورى في تاريخ البحرين وكما يعتبر أيضاً أول رئيس للمحكمة الدستورية في تاريخ البحرين وأول وزير للعمل والشئون الاجتماعية في أول حكومة مشكلة بعد الاستقلال وأول رئيس لمجلس إدارة بتلكو.

## النشأة والتعليم
درس أولا في حلقات القرآن التي كانت والدته تدير إحداها ثم نقله والده العامل محمد حسن حميدان للدراسة في مدرسة إبتدائية نظامية هي المدرسة الجعفرية (تغير اسمها لاحقا إلى المدرسة الغربية ثم إلى مدرسة أبي بكر الصديق) فتخرج منها عام 1953. في هذه المدرسة الابتدائية عشق مادتي اللغة العربية والرسم ومارس لعبتي كرة القدم وكرة السلة وكون صداقات كثيرة استمرت طويلا لكنه عشق أيضا اللغة الإنجليزية التي تلقى المزيد من دروسها في فصل دراسي خاص كان قد افتتحه ابن خالته سلمان بن أحمد. بعدها واصل دراسة المرحلة الثانوية في مدرسة المنامة الثانوية وتخرج منها عام 1957. ولكي يكتسب مهارات العمل وثقافته ويدخر بعض المال لمصروفه الشخصي عمل لمدة 3 أشهر خلال العطلة الصيفية لعام 1956 في البنك الشرقي (ستاندرد تشارترد حاليا) متأسيا في ذلك بما كان يفعله طلبة تلك الحقبة في إجازاتهم المدرسية.
في عام 1957 ذهب إلى القاهرة في محاولة لاستكمال تحصيله الجامعي فأمضى فيها نحو عامين نهل خلالهما الكثير من معارف مصر وثقافتها لكنه قرر أن يختط لنفسه طريقا مختلفا عن بقية أقرانه البحرينيين ممن اعتادوا على إكمال دراساتهم الجامعية في دول المشرق الأقرب إلى منطقة الخليج العربي مثل مصر ولبنان والعراق وسوريا. وهكذا ذهب في أوائل عام 1961 إلى المغرب الأقصى ليتخصص في القانون بعد أن حصل على منحة دراسية من جامعة الرباط بالمغرب التي منحته ليسانس الحقوق عام 1964. ونظرا لتواضع إمكانياته المادية آثر ألا يعود إلى وطنه خلال إجازاته الصيفية مفضلا البقاء في المغرب والنوم داخل الغرف الملحقة بالكنائس لأن المنحة كانت تغطي نفقات الدراسة والسكن طوال العام الدراسي فقط وليس في فترة الإجازات.
رغب إبراهيم في مواصلة دراساته العليا لنيل درجة الماجستير في القانون غير أن أحواله المادية وقفت عقبة في طريقه من جهة ومن جهة أخرى كانت حاجة أهله البسطاء تلح عليه بالعودة إلى البحرين لدخول سوق العمل والاكتفاء بما تعلمه.

## المسيرة المهنية
افتتح مكتب للمحاماة والاستشارات القانونية في شارع باب البحرين بالمنامة شراكة مع زميله في الدراسة الجامعية خليفة أحمد البنعلي في 1964 حتى 1969. ثم انتقل للعمل مدع عام في وزارة الداخلية من 1970 إلى 1972.
في 12 ديسمبر 1972 صدر مرسوم بتعينه وزيراً العمل والشئون الاجتماعية وشغل المنصب حتى 25 أغسطس 1975. 
في 25 أغسطس 1975 صدر مرسوم بتعينه وزيراً للمواصلات وشغل المنصب حتى 27 ديسمبر 1992. 
في سنة 1980 تولى منصب رئيس مجلس إدارة شركة بتلكو وشغل المنصب حتى 27 ديسمبر 1992.
في 27 ديسمبر 1992 صدر أمر أميري بعيينه رئيساً لمجلس الشورى وشغل المنصب حتى حل المجلس في 14 فبراير 2002 حيث ترأس المجلس في دوراته الأولى (1992 - 1996) والثانية (1996 - 2000) والثالثة (2000 - 2002). ويعتبر إبراهيم حميدان أول رئيس لمجلس الشورى في تاريخ البحرين الحديث.
في 22 نوفمبر 2000 صدر أمر أميري بتعينه نائباً لرئيس اللجنة الوطنية لمشروع ميثاق العمل الوطني.
في 11 ديسمبر 2002 صدر أمر ملكي بتعينه رئيساً للمحكمة الدستورية بدرجة وزير والتي أٌنشئت بعد تدشين المشروع الإصلاحي للملك حمد بن عيسى آل خليفة ملك البحرين.حيث يعتبر أول رئيس للمحكمة الدستورية في تاريخ البحرين

## الوفاة
توفي إبراهيم حميدان في 19 يونيو 2011 بعد معاناة من سرطان البنكرياس الذي لازمه لعدة أشهر ولم ينجح أطباء مستشفى الملك فيصل التخصصي بالرياض عاصمة المملكة العربية السعودية في علاجه لأنه كان قد انتشر في جسده. ووري الثرى صباح 20 يونيو 2011 في مقبرة المنامة وحضر مراسيم التشييع بالمقبرة عدد من المسئولين والعاملين في السلك الدبلوماسي الذين تقدمهم رئيس مجلس الشورى علي صالح الصالح ونائب رئيس مجلس الوزراء جواد سالم العريض بالإضافة إلى عدد من الأعضاء الشوريين والنواب والقضاة وكبار المسئولين في السلطة التنفيذية.
وكان الديوان الملكي نعاه واصفا إياه بأنه من رجالات الدولة الذين خدموا وطنهم بكل تفان وإخلاص وتقلد عدة مناصب كان آخرها رئيس المحكمة الدستورية. وفي 21 يونيو 2011 قام للملك حمد بن عيسى آل خليفة ملك البحرين يرافقه نجليه الشيخ عبدالله والشيخ ناصر بزيارة عائلة الفقيد لتقديم التعازي والمواساة حيث أشار إلى أن الفقيد كان من رجال البحرين الذين كرسوا حياتهم لخدمة الوطن والمجتمع مستذكرا مناقبه وجهوده في كل ما أسند إليه من مهام رسمية.

## الإنجازات والتكريم
- وسام الشيخ عيسى بن سلمان آل خليفة من الدرجة الأولى.

## الحياة الشخصية
تزوج من ابنة خالته ابنة جعفر سلمان خلف في صالة نادي العروبة بالمنامة في يناير 1970 وأنجبا ياسر وخالد ومحمد وسلمان.

## الإرث
ترك إبراهيم خلفه مكتبة فريدة عامرة بأكثر من 800 مجلد من الكتب المتنوعة والنادرة في القانون والدساتير والتاريخ والأدب والفنون والمراجع العلمية ومن ضمنها دساتير الدول العربية منذ بدايات تشكيلها القانوني. وقد تسلم الشيخ عبدالله بن خالد آل خليفة رئيس المجلس الأعلى للشؤون الإسلامية رئيس مجلس الأمناء بمركز عيسى الثقافي جميع محتويات هذه المكتبة في عام 2011 مهداة من عائلة حميدان إلى المكتبة الوطنية بمركز عيسى الثقافي.
صدر كتاب (إبراهيم حميدان) سيرة ضوء صدر في العام 2013 عن مؤسسة الوراقون وجاءت فكرة الكتاب برغبة زوجته حيث يتحدث الكتاب عن سيرته منذ الولادة حتى الوفاة مرورا بالدراسة والوطائف والمناصب بدءا من ممارسة المحاماة حتى رئاسة المحكمة الدستورية.